# Nereocaris
Nereocaris es un género de artrópodo himenocarino extinto encontrado en el Esquisto de Burgess, del Cámbrico de Canadá. Actualmente se conocen dos especies, pero solo una ha sido descrita formalmente.

## Historia y Etimología
El holotipo se encontró en el lagerstätte del Esquisto de Burgess, en concreto la localidad 7 de las capas Tulip, en la Columbia Británica de Canadá; posteriormente fue descrito en 2012, por Legg et al, como un himenocarino basal, junto a otros especímenes de la misma localidad, como la especie tipo Nereocaris exilis. En 2014, Legg y Caron describieron nuevos fósiles del mismo área, pero de la localidad 9, que presentaban algunas diferencias con los especímenes originales, creando la nueva especie Nereocaris briggsii.
El nombre genérico viene del griego: Nereo, el dios de las olas; y  caris, "camarón", significando "Camarón de Nereo".

## Descripción y Especies
Nereocaris era un animal mediano para la época. Se trataba de un artrópodo multisegmentado con un caparazón que cubría su cabeza, menos por las partes frontales y ventrales; y parte del tronco, ocupando 1/4 del cuerpo. En los laterles frontales del caparazón había estructuras con formas de carfio. Su tórax estaba compuesto de segmentos, cada uno con un par de patas. La forma de estos segmentos privaba a las extremidades de un gran rango de movilidad, prácticamente sólo podían tocar lo que estaba directamente debajo de ellas. Su cuerpo acababa en un telson que poseía un par de procesos laterales triangulares compuestos por 3 segmentos.

### Nereocaris exilis
Nereocaris exilis era la especie más grande, alcanzando un máximo conocido de unos 142mm de longitud. Su caparazón era algo puntiagudo, poseyendo una especie de aleta dorsal. Su tórax estaba compuesto de 30-40 segmentos, y el abdomen estaba compuesto de otros 60 segmentos, acabando en un telson triangular.
El nombre específico exilis viene del latín, interpretado como delgado

### Nereocaris briggsii
Nereocaris briggsii era la especie más pequeña, alcanzando un máximo conocido de 66mm, con la media de adultos rondando los 60mm. Su caparazón era liso y redondo. Su tórax estaba compuesto de 30 segmentos,  el abdomen estaba compuesto de otros 36-45 segmentos, acabando en un telson ovoide.
El nombre específico briggsii significa "de Briggs", en referencia al paleontólogo irlandés Derek Briggs por sus múltiples y profundos análisis de artrópodos bivalvos del esquisto de Burgess.

## Clasificación
Si bien Legg et al. lo recuperaron como un miembro basal de Hymenocarina en 2012, Izquierdo-Lópezy Caron (2022) lo recuperaron como un género parafilético en un clado de Hymenocarina derivado, por lo que más allá de su pertenencia al grupo no queda clara su posición dentro de éste. 